# طبقه‌بندی هیجان‌ها
در علم روان‌شناسی، در مورد طبقه‌بندی  هیجان‌ها توافق عمومی وجود ندارد. تئوری‌های رایج از یکی از این دو دیدگاه پیروی می‌کنند؛ بر اساس دیدگاه اول هیجان‌‌های مختلف ساختارهایی مجزا و مستقل هستند، در حالی که دیدگاه دوم هیجان‌های مختلف را در طیف پیوسته‌ای از ترکیب خطی چند هیجان پایه توصیف می‌کند.

مدل ابعادی رابرت پلاچیک

## هیجان‌ها به مثابه ساختارهایی گسسته
تمام انسان‌ها، مستقل از زمینه فرهنگی‌شان، ذاتاً به یک مجموعه از هیجان‌های پایه مجهزند. این هیجان‌های پایه با کلمه گسسته (discrete) مشخص می‌شوند، چرا که به نظر می‌آید بر مبنای حالت چهره و فرایندهای بیولوژیکی دیگر از هم قابل تفکیک هستند. بر اساس تئوری هیجان‌های گسسته (Discrete emotion theory) بین ۷ تا ۱۰ هیجان پایه وجود دارند و هزاران لغات مربوط به هیجان در واقع کلمات مترادفی هستند که همین ۷ تا ۱۰ مورد را بیان می‌کنند. برای تعیین هیجان‌های پایه مطالعات مختلفی صورت گرفته‌است. یک مثال معروف، مطالعه فرا-فرهنگی پاول اکمن و همکارانش در سال ۱۹۷۲ است. آن‌ها نتیجه گرفتند که شش هیجان پایه وجود دارند که عبارت‌اند از؛ خشم، نفرت، ترس، خوشحالی، اندوه، و تعجب. اکمن توضیح داد که هر کدام از این هیجان‌ها ویژگی‌های مشخصی دارند، به گونه‌ای که میزان هر ویژگی می‌تواند در محدوده‌ای متغیر باشد. از این دیدگاه، هر هیجان پایه در واقع باید به مثابه یک رده در نظر گرفته شود.

### مناقشه در مورد امکان وجود هیجان‌های پایه
انسان‌ها، بنا بر تجربه، در مورد مشاهده‌پذیری هیجان‌ها در شخص خود و دیگران اتفاق نظر دارند. این سادگی ظاهری باعث شده‌است که برخی از هیجانها، که در همه افراد دیده می‌شوند به عنوان پایه قلمداد شوند. با این‌حال، این دیدگاه در مورد ماهیت هیجان‌ها اخیراً از سوی متخصصین زیر سؤال رفته است. فعال‌سازی هیجان‌هایی مانند خشم یا ترس توسط مغز بعد از ارزیابی محرکها (Stimulus) یا اتفاقات مربوط به اهداف یا بقا انجام می‌گیرد. نقطه مشترک همه تئوری‌های هیجان‌های پایه این است که باید نشانه‌های عملکردی منحصر به فردی یک هیجان پایه را از دیگر هیجان‌های پایه متمایز کند. به عبارتی دیگر، از نظر اصولی تعیین نوع هیجان یک فرد باید بر مبنای فعالیت مغزی و یا فیزیولوژیکی او ممکن باشد.  در مقابل عده‌ای معتقدند که هیجان‌های مختلف جای مشخصی در شبکه عصبی نداشته و یا نشانه فیزیولوژیکی منحصر به فردی ندارند. بنابراین نسبت دادن صفت پایه به مجموعه‌ای از هیجان‌ها درست نیست.

## مدل سویگانی هیجان‌ها
برخی محققین هیجان‌ها را به صورت کمیت‌های چندبعدی توصیف می‌کنند، به گونه‌ای که هر بعد می‌تواند مقداری مشخص در یک بازه پیوسته را داشته باشد. ویلهلم وونت، پدر روانشناسی مدرن، در سال ۱۸۹۷ نظر داد که هیجان‌ها می‌توانند با سه بعد مشخص شوند: لذت‌بخشی، برانگیختگی، و آرامش. در سال ۱۹۵۴ هارولد شولسبرگ لذت‌بخشی، توجه، و میزان فعالیت را به عنوان سه بعد هیجان معرفی کرد. تقریباً همه مدل‌های ابعادی پسندار (valence)، انگیختار یا شدت را جز ابعاد به‌شمار می‌آورند. مدل‌های ابعادی بر این مبنا بنا شده‌اند که یک سیستم عصبی مشترک عامل همه این حالت‌های عاطفی (affective states) می‌باشد. این مبنا درست در مقابل فرض مدل‌های پایه‌ای است که هر هیجان پایه را برخاسته از سیستم عصبی مجزایی در نظر می‌گیرد. از میان مدل‌های ابعادی پیشنهاد شده چندتایی بیشتر جا افتاده‌اند در زیر به اختصار معرفی می‌شوند.

### مدل پرهون پیچ
مدل پرهون پیچ (Circumplex) اول بار توسط جیمز راسل پیشنهاد شد. بر اساس این مدل هیجان‌ها در یک فضای دوبعدی داخل یک دایره توزیع شده‌اند؛ برانگیختگی و ظرفیت، به ترتیب، با محورهای عمودی و افقی نمایش داده می‌شوند و مرکز مختصات با ظرفیت خنثی و برانگیختگی متوسط متناظر است. مدل سیرکمپلکس اغلب برای تست کردن قدرت تحریکی کلمات هیجانی، حالت‌های هیجانی چهره، و حالت‌های عاطفی مورد استفاده قرار می‌گیرد. جیمز راسل و بارت در سال ۱۹۹۹ مدل بهبود یافته‌ای را پیشنهاد کرده‌اند.

### مدل برداری
مدل برداری هیجان‌ها در سال ۱۹۹۲ پیشنهاد شد. جزئیات این مدل توسط رابین و تالاریکو توضیح داده شده‌است.

### مدل فعال‌سازی مثبت-فعال‌سازی منفی
مدل فعال سازی مثبت-فعال سازی منفی (PANA) در سال ۱۹۸۵ ارائه شده‌است. در این مدل محورهای عمودی و افقی، به ترتیب، عواطف مثبت و منفی را نمایش می‌دهند.

### مدل پلاچیک
یکی از معروفترین نسخه‌های مدل ابعادی توسط رابرت پلاچیک ارائه شده‌است. این مدل هیجان‌ها را در دوایری هم مرکز مرتب می‌کند، به گونه‌ای که دوایر درونی‌تر بنیادی‌تراند ولی دوایر بیرونی‌تر از ترکیب هیجان‌های مجاور به وجود آمده‌اند. در داخل هر دایره هیجان‌های مناطق مجاور بیشتر شبیه هستند.

### مدل حالت هیجانی PAD
مدل حالت پاد (PAD emotional state model)، که در توصیف و مشخص کردن حالت‌های هیجانی کاربرد دارد، از سه بعد عددی برای نمایش تمامی هیجان‌ها استفاده می‌کند. سه بعد پاد عبارتند از لذت، برانگیختگی و سلطه (Dominance). درجات لذت، برانگیختگی، و سلطه، به ترتیب، میزان خوشایندی، شدت و ذات کنترلی هیجان‌ها را مشخص می‌کنند.

### مکعب هیجان لوهیم

مکعب هیجان لوهیم

در سال ۲۰۱۱، لوهیم (Lövheim) رابطه‌ای مستقیمی را بین هشت هیجان پایه و ترکیب مشخصی از سه ماده سیگنال عصبی، دوپامین، نوراپی‌نفرین (نردرنلین)، و سروتونین را پیشنهاد کرد. بدین ترتیب، یک مدل سه بعدی، با نام مکعب لوهیم، ارائه شد که میزان سه ماده مذکور سه محور متست را تشکیل داده و هشت هیجان پایه، بر اساس پیشنهاد سیلوان تامکین (Silvan Tomkins)، در هشت گوشه مکعب قرار می‌گیرند. به عنوان مثال، خشم با ترکیبی از میزان کم سروتونین و میزان بالای دوپامین و نوراپی‌نفرین متناظر است.

## انتقادها
مطالعات مردم‌نگاری و بین فرهنگی (Cross-cultural) نشان داده‌اند که هیجان‌ها به انحا مختلف از تفاوت‌های فرهنگی متأثر می‌شوند. زمینه فرهنگی نحوه ارزیابی، بیان، و تنظیم هیجان‌ها را تعیین می‌کند. برای مثال، در حالی که در فرهنگ قبیله کالولی (Kaluli people) بروز دادن خشم مورد تشویق است، اینکار در میان اتکو اینویتها (Utku inuit) کاری مذموم است. نشانه مهمی که جهانشمول بودن هیجان‌ها را به چالش می‌کشد، زبان است. تفاوت زبان‌ها مستقیماً با تفاوت در طبقه‌بندی هیجان‌ها مرتبط است. از آنجا که برای تک‌تک لغات یک زبان در زبان دیگر معادل وجود ندارد، آشکارا برخی از هیجان‌های قابل وصف در یک زبان نمی‌توانند در زبان دیگر بیان شوند. برای مثال، در بعضی از زبان‌های آفریقایی خشم و غم با یک کلمه بیان می‌شوند. در برخی زبان‌ها حتی کلمه‌ای مشخص برای هیجان وجود ندارد. در نتیجه، طبقه‌بندی جهان‌شمول هیجان‌ها می‌تواند به چالش کشیده شود.